# Dicranella pyrrhotricha
Dicranella pyrrhotricha är en bladmossart som beskrevs av Bescherelle 1875. Dicranella pyrrhotricha ingår i släktet jordmossor, och familjen Dicranaceae. Inga underarter finns listade i Catalogue of Life.